# Fünfkampf-Weltmeisterschaft 1936/1

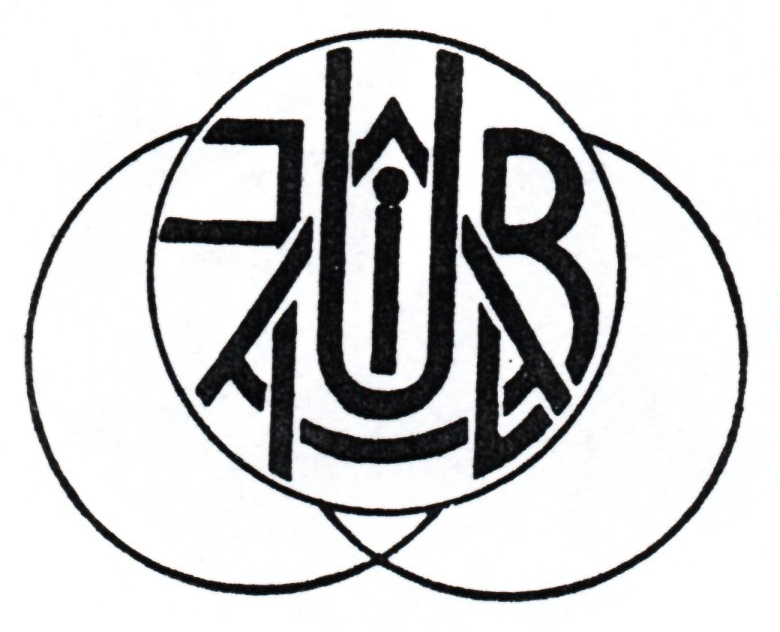
Logo UIFAB (ausrichtender Verband)

Veranstaltungsort: Malo-les-Bains

Die Fünfkampf-Weltmeisterschaft 1936/1, auch Pentathlon-Weltmeisterschaft genannt, war das dritte Turnier in dieser Disziplin des Karambolagebillards und fand vom 1. bis zum 7. Juni 1936 in  Malo-les-Bains, der Strandregion der französischen Stadt Dunkerque (Dünkirchen),  statt. Das Turnier zählte zur Saison 1935/36.

## Geschichte
Nach zwei vierten Plätzen (1934 und 1935) wurde der Niederländer Jan Sweering 1936 zum ersten Mal Fünfkampf-Weltmeister. Der Sieger der Testweltmeisterschaft 1933 Gaston de Doncker aus Belgien sicherte sich den zweiten Platz. Die erste WM-Medaille im Fünfkampf für Deutschland holte der Gelsenkirchener Gerd Thielens. Mit 39,72 im BEVD spielte er das beste Match des Turniers.

## Modus
Gespielt wurde das ganze Turnier im Round Robin Modus.
1. PP = Partiepunkte
2. MP = Matchpunkte
3. VGD = Verhältnismäßiger Generaldurchschnitt
4. BVED = Bester Einzel Verhältnismäßiger Durchschnitt

Bei der Berechnung des VGD wurden die erzielten Punkte in folgender Weise berechnet:
Freie Partie: Distanz 200 Punkte (erzielte Punkte mal 1)
Cadre 45/2: Distanz 150 Punkte (erzielte Punkte mal 1,5)
Einband: Distanz 50 Punkte (erzielte Punkte mal 10)
Cadre 71/2: Distanz 100 (Punkte erzielte Punkte mal 4)
Dreiband: Distanz 20 Punkte (erzielte Punkte mal 50)
Alle Aufnahmen wurden mal 1 gewertet.
Der Fünfkampf wurde auch in dieser Spielfolge gespielt.
In der Endtabelle wurden die erzielten Partiepunkte vor den Matchpunkten und dem VGD gewertet.

## Abschlusstabelle
| Legende | Legende                                       |
| --- | --------------------------------------------- |
| Abk. | Bedeutung                                     |
| Pkt. | erzielte Punkte                               |
| Aufn. | benötigte Aufnahmen                           |
| ED | Einzeldurchschnitt                            |
| GD | Generaldurchschnitt                           |
| VGD | Verhältnismässiger Generaldurchschnitt        |
| BMD | Bester Mannschaftsdurchschnitt                |
| BED | Bester Einzeldurchschnitt                     |
| BSD | Bester Satzdurchschnitt                       |
| BEVD | Bester Einzel Verhältnismässiger Durchschnitt |
| HS | Höchstserie                                   |
| MP | Match Points                                  |
| PP | Partie Punkte                                 |
| G-U-V | Gewonnen-Unentschieden-Verloren               |
| SV | Satzverhältnis                                |
| WRP | Weltranglistenpunkte                          |
| | 1. Platz (Gold)                               |
| | 2. Platz (Silber)                             |
| | 3. Platz (Bronze)                             |
| | Bester GD des Turniers/Runde                  |
| | Bester VGD des Turniers/Runde                 |
| | Bester ED des Turniers/Runde                  |
| | Bester BVGD des Turniers/Runde                |
| | Beste HS des Turniers/Runde                   |
| (Evtl. finden nicht alle Begriffe Anwendung oder einige sind nicht aufgeführt. Diese können in der Liste der Karambolage-Begriffe nachgesehen werden.) |                                               |

| Endklassement              | Endklassement      | Endklassement | Endklassement | Endklassement | Endklassement | Endklassement | Endklassement | Endklassement | Endklassement |
| Platz                      | Name               | G-U-V         | PP            | MP            | Pkte.         | Aufn.         | VGD           | BVED          |               |
| -------------------------- | ------------------ | ------------- | ------------- | ------------- | ------------- | ------------- | ------------- | ------------- | ------------- |
| 1                          | Jan Sweering       | 24-1-10       | 49:21         | 12:2          | 14542,5       | 478           | 30,42         | 37,87         |               |
| 2                          | Gaston de Doncker  | 23-0-12       | 46:24         | 10:4          | 14609         | 580           | 25,18         | 32,02         |               |
| 3                          | Gerd Thielens      | 19-0-16       | 38:32         | 8:6           | 13970         | 539           | 25,91         | 39,72         |               |
| 4                          | Joaquin Domingo    | 18-0-17       | 36:34         | 6:8           | 13137,5       | 511           | 25,70         | 32,74         |               |
| 5                          | Jean Galmiche      | 17-2-16       | 36:34         | 5:9           | 14721         | 613           | 24,01         | 29,80         |               |
| 6                          | Jean de Gasparin   | 16-1-18       | 33:37         | 8:6           | 13307         | 597           | 22,28         | 28,01         |               |
| 7                          | Antoine Semal      | 15-1-19       | 31:39         | 5:9           | 13377,5       | 654           | 20,45         | 22,95         |               |
| 8                          | Heinrich Schwarzer | 5-1-29        | 11:59         | 2:12          | 10323         | 624           | 16,54         | 17,16         |               |
| Turnierdurchschnitt: 23,49 |                    |               |               |               |               |               |               |               |               |

## Disziplintabellen
| Platz                      | Name               | MP   | Pkte. | Aufn. | GD    | BED    | HS  |
| -------------------------- | ------------------ | ---- | ----- | ----- | ----- | ------ | --- |
| 1                          | Gerd Thielens      | 12:2 | 1308  | 73    | 17,91 | 50,00  | 112 |
| 2                          | Joaquín Domingo    | 10:4 | 1185  | 54    | 21,94 | 200,00 | 200 |
| 3                          | Jean Galmiche      | 9:5  | 1278  | 91    | 14,04 | 33,33  | 174 |
| 4                          | Gaston de Doncker  | 8:6  | 1211  | 91    | 13,30 | 40,00  | 88  |
| 5                          | Jan Sweering       | 8:6  | 898   | 68    | 13,20 | 25,00  | 110 |
| 6                          | Antoine Semal      | 5:9  | 1042  | 116   | 8,98  | 20,00  | 94  |
| 7                          | Jean de Gasparin   | 4:10 | 1043  | 111   | 9,39  | 12,50  | 85  |
| 8                          | Heinrich Schwarzer | 0:14 | 611   | 94    | 6,50  | –      | 63  |
| Turnierdurchschnitt: 12,28 |                    |      |       |       |       |        |     |

| Platz                     | Name               | MP   | Pkte. | Aufn. | GD    | BED   | HS |
| ------------------------- | ------------------ | ---- | ----- | ----- | ----- | ----- | -- |
| 1                         | Jan Sweering       | 12:2 | 947   | 54    | 17,53 | 30,00 | 86 |
| 2                         | Gerd Thielens      | 8:6  | 1016  | 80    | 12,70 | 18,75 | 67 |
| 3                         | Jean de Gasparin   | 8:6  | 940   | 79    | 11,89 | 18,75 | 93 |
| 4                         | Joaquín Domingo    | 8:6  | 763   | 79    | 9,65  | 16,66 | 65 |
| 5                         | Gaston de Doncker  | 6:8  | 800   | 70    | 11,42 | 21,42 | 84 |
| 6                         | Jean Galmiche      | 6:8  | 854   | 98    | 8,71  | 11,53 | 48 |
| 7                         | Heinrich Schwarzer | 4:10 | 576   | 85    | 6,77  | 15,00 | 36 |
| 8                         | Antoine Semal      | 4:10 | 649   | 111   | 5,84  | 9,37  | 73 |
| Turnierdurchschnitt: 9,97 |                    |      |       |       |       |       |    |

| Platz                     | Name               | MP   | Pkte. | Aufn. | GD   | BED  | HS |
| ------------------------- | ------------------ | ---- | ----- | ----- | ---- | ---- | -- |
| 1                         | Gaston de Doncker  | 12:2 | 341   | 128   | 2,66 | 3,84 | 18 |
| 2                         | Joaquín Domingo    | 10:4 | 325   | 109   | 2,98 | 5,00 | 33 |
| 3                         | Jean de Gasparin   | 9:5  | 314   | 120   | 2,61 | 3,33 | 12 |
| 4                         | Jean Galmiche      | 8:6  | 318   | 135   | 2,35 | 2,94 | 11 |
| 5                         | Antoine Semal      | 6:8  | 285   | 126   | 2,26 | 2,77 | 11 |
| 6                         | Jan Sweering       | 5:9  | 293   | 108   | 2,71 | 4,54 | 27 |
| 7                         | Gerd Thielens      | 4:10 | 278   | 116   | 2,39 | 3,33 | 19 |
| 8                         | Heinrich Schwarzer | 2:12 | 264   | 134   | 1,97 | 2,77 | 14 |
| Turnierdurchschnitt: 2,47 |                    |      |       |       |      |      |    |

| Platz                     | Name               | MP   | Pkte. | Aufn. | GD    | BED   | HS |
| ------------------------- | ------------------ | ---- | ----- | ----- | ----- | ----- | -- |
| 1                         | Gaston de Doncker  | 12:2 | 697   | 59    | 11,81 | 20,00 | 56 |
| 2                         | Jan Sweering       | 12:2 | 661   | 61    | 10,83 | 20,00 | 60 |
| 3                         | Gerd Thielens      | 10:4 | 652   | 72    | 9,05  | 16,66 | 54 |
| 4                         | Antoine Semal      | 8:6  | 553   | 90    | 6,14  | 7,69  | 48 |
| 5                         | Jean de Gasparin   | 6:8  | 591   | 86    | 6,87  | 10,00 | 56 |
| 6                         | Jean Galmiche      | 3:11 | 558   | 77    | 7,24  | 10,00 | 51 |
| 7                         | Heinrich Schwarzer | 3:12 | 452   | 72    | 6,27  | 7,14  | 36 |
| 8                         | Joaquín Domingo    | 2:12 | 502   | 67    | 7,49  | 12,50 | 40 |
| Turnierdurchschnitt: 7,98 |                    |      |       |       |       |       |    |

| Platz                      | Name               | MP   | Pkte. | Aufn. | GD    | BED   | HS |
| -------------------------- | ------------------ | ---- | ----- | ----- | ----- | ----- | -- |
| 1                          | Jan Sweering       | 12:2 | 133   | 187   | 0,720 | 1,111 | 5  |
| 2                          | Jean Galmiche      | 10:4 | 135   | 212   | 0,636 | 0,952 | 6  |
| 3                          | Antoine Semal      | 8:6  | 126   | 211   | 0,597 | 1,052 | 7  |
| 4                          | Gaston de Doncker  | 8:6  | 120   | 232   | 0,517 | 0,909 | 5  |
| 5                          | Joaquín Domingo    | 6:8  | 111   | 202   | 0,549 | 0,869 | 4  |
| 6                          | Jean de Gasparin   | 6:8  | 107   | 201   | 0,532 | 0,666 | 5  |
| 7                          | Gerd Thielens      | 4:10 | 115   | 198   | 0,580 | 1,111 | 4  |
| 8                          | Heinrich Schwarzer | 2:12 | 88    | 239   | 0,368 | 0,476 | 3  |
| Turnierdurchschnitt: 0,555 |                    |      |       |       |       |       |    |